# Kimbanguismo
A Igreja de Jesus Cristo sobre a Terra pelo seu enviado especial Simon Kimbangu (em francês: Église de Jésus Christ sur la Terre par son envoyé spécial Simon Kimbangu, E.J.C.S.K.), vulgo Igreja Kimbanguista, é uma religião cristã fundada por Simon Kimbangu no então Congo Belga, atual República Democrática do Congo. Atualmente, a filosofia kimbanguista é uma prática religiosa de maior dimensão e proporções consideráveis, de caráter independente, sendo estimada uma adesão de aproximadamente 5,5 milhões de crentes, distribuídos sobretudo no Congo países vizinhos, e aos cinco continentes do mundo. É considerada a unica igreja de origem africana a ter se expandido no mundo inteiro.

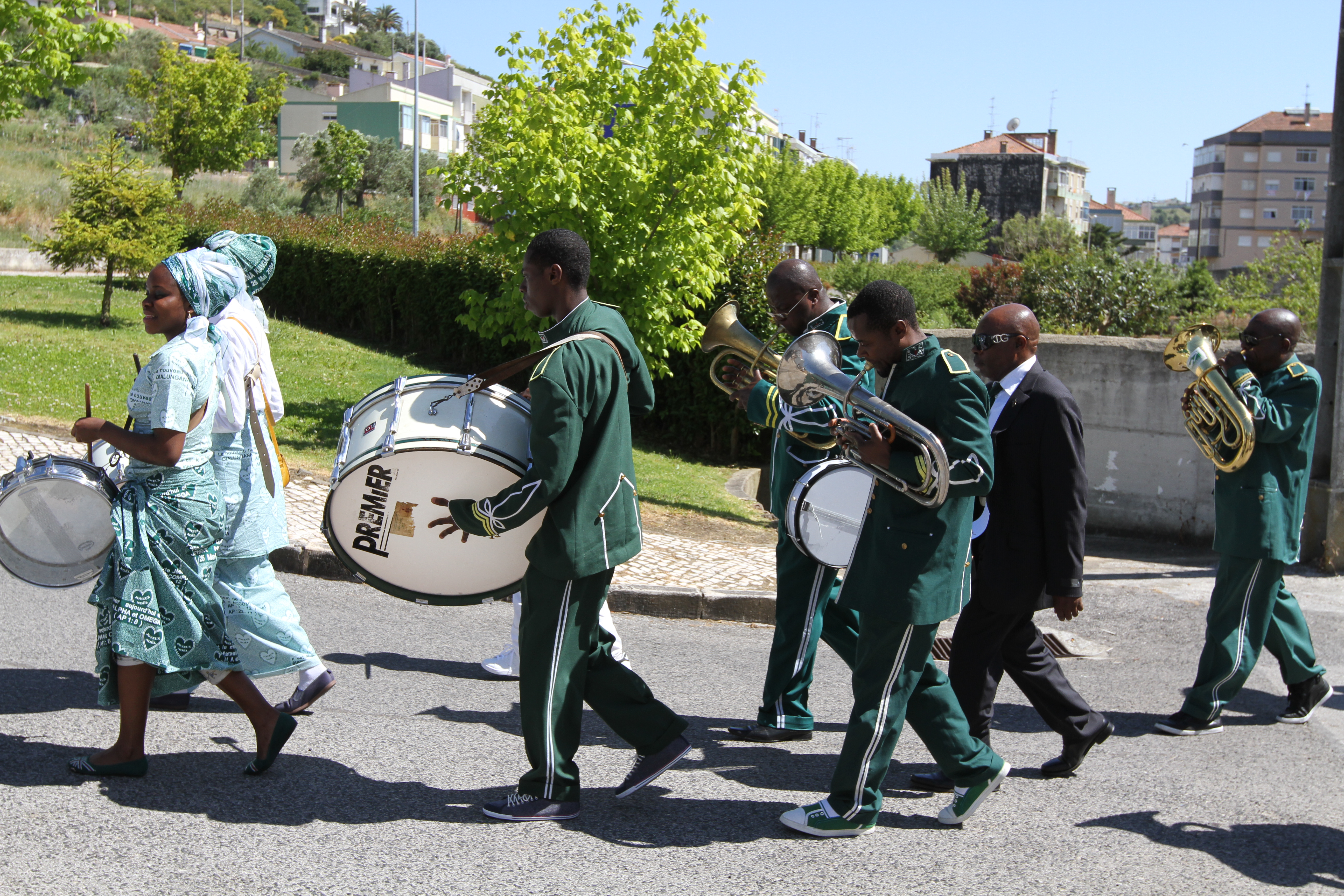
Kimbanguistas em Portugal festejam o Natal no dia 25 de maio de 2013 em um subúrbio de Lisboa.

A Igreja Kimbanguista foi fundada aos 6 de abril de 1921 por Simon Kimbangu, autodeclarado “profeta de Deus”. Simon Kimbangu nasceu no dia 12 de Setembro de 1887 em Nkamba, começou com a sua missão, que lhe foi incumbida por Jesus Cristo, em 6 de abril de 1921 em Nkamba, por curar uma mulher que vivia há anos com dor de cabeça, chamada Kiantondu. Antes de Simon Kimbangu curar Kiantondu, já havia orientado a sua esposa a fim de tocar o sino, que simboliza o inicio da igreja Kintuadi, atualmente igreja kimbanguista.
Simon Kimbangu era casado com Maria Mwuilu Kiawanga e tiveram três filhos: Kisolokele Lukelo Daniel Charles, nascido em Nkamba em 12 de fevereiro de 1914 e falecido em 17 de Março de 1992; Dialungana Kiangani Salomon, nascido em Nkamba em 25 de maio de 1916, que para os kimbanguistas é Jesus Cristo na sua segunda vinda, e falecido em 16 de agosto de 2001 em Nkamba; e Diangenda Kuntima Joseph, nascido em Nkamba em 22 de março de 1918 e falecido em 8 de julho de 1992.

Simon Kimbangu começou o seu trabalho em 6 de abril de 1921 e, em 3 de Outubro de 1921, foi julgado e condenado a prisão perpétua, tendo cumprido 30 anos de prisão. Enquanto estava em clandestinidade, a sua esposa tomava a conta da obra até 27 de abril de 1959, quando Maria Mwuilu Kiawanga faleceu, e deixou a obra aos três filhos. Estes deram continuidade à obra, até 2001, com a morte do Dialungana Kiangani Salomon, data em que a obra se entrega nas mãos dos 26 netos do Simon Kimbangu.